# Nueva Alianza, Zacatecas
Nueva Alianza är en ort i Mexiko.   Den ligger i kommunen Calera och delstaten Zacatecas, i den centrala delen av landet, 500 km nordväst om huvudstaden Mexico City. Nueva Alianza ligger 2 306 meter över havet och antalet invånare är 150.
Terrängen runt Nueva Alianza är platt åt nordost, men åt sydväst är den kuperad. Runt Nueva Alianza är det ganska tätbefolkat, med 72 invånare per kvadratkilometer. Närmaste större samhälle är Víctor Rosales, 17,0 km öster om Nueva Alianza. Trakten runt Nueva Alianza består till största delen av jordbruksmark.